# اینفومانیاک
اینفومانیاک (انگلیسی: Infomaniak) شرکت فناوری اطلاعات سوئیسی است، که در سال ۱۹۹۴ تأسیس شد.